# Camadi
Camadi (ros. Camad) – wieś w Osetii Południowej, w regionie Dżawa. W 2015 roku liczyła 1 mieszkańca.